# Michael Geither

Michael Geither

Michael Geither (* 10. November 1769 in Ubstadt; † 28. September 1834 in Geinsheim) war Général de brigade unter Napoleon.

## Leben
Der in Ubstadt im Hochstift Speyer geborene Geither wurde als Johann Michael Geither getauft und war das dritte Kind des Johann Geither und der Barbara Klara Schädler. Als Michael Geither diente er bereits mit 14 ½ Jahren (1784/Landau in der Pfalz) in der französischen Armee und stieg nach der Französischen Revolution bis 1798 zum Chef de bataillon auf und nahm die französische Staatsbürgerschaft an. Von 1806 an war er Colonel der Bergischen Armee und ab 1811 General. Bei der Schlacht an der Beresina verlor er seinen rechten Arm.
Als überzeugter Anhänger Napoleons verteidigte er die Festung Landau in der Pfalz noch bis zum Herbst 1815, als der Kaiser bereits nach St. Helena verbannt war.
Am 2. Juni 1819 heiratete er mit 49 Jahren in Straßburg seine damals 18-jährige Nichte Eva Elisabeth Anna Geither (* 15. Dezember 1800 Geinsheim). Aus der Ehe gingen drei Töchter und ein Sohn hervor.
Ein Antrag seines Sohnes Johann Adam Adolf Geither, den Namen Geither auf dem Triumphbogen in Paris anzubringen, wurde 1842 abgelehnt. Geither ist mütterlicherseits Onkel des bayerischen Generals der Infanterie Jakob von Hartmann.